# Raimo Raag
Raimo Raag (* 20. August 1953 in Torshälla) ist ein schwedischer Sprachwissenschaftler estnischer Herkunft und korrespondierendes Mitglied der Estnischen Akademie der Wissenschaften.

## Leben und Werk
Raag wurde als Kind aus Estland geflüchteter Eltern in Schweden geboren und machte 1972 auf der Domschule in Uppsala Abitur. Anschließend studierte er an der Universität Uppsala Finnougristik, Russisch und nordgermanische Sprachen. Er machte 1976 seinen ersten Abschluss und wurde 1982 mit einer Arbeit über die Lexikologie des in Schweden gesprochenen Estnisch zum Dr. phil. promoviert. Seit 1978 ist er mit der Universität Uppsala verbunden, von 2001 an als Professor für estnische Philologie.
Raags Forschungsfeld ist die alte estnische Schriftsprache ebenso wie die neueren Entwicklungen des Estnischen. Ferner hat er zahlreiche Arbeiten zur Kulturgeschichte Estlands und zu den schwedisch-estnischen Beziehungen vorgelegt.

## Auszeichnungen
- 2001 Orden des weißen Sterns (V. Klasse)

## Bibliografie (Auswahl)
Ein komplettes Schriftenverzeichnis von 1965 bis 2013 ist in seiner Festschrift Keelemees Raimo Raag 60 (s. u.), S. 153–180, abgedruckt.
- Uusi eesti sõnu. Kogunud ning määratluste inglis- ja rootsikeelsete vastetega varustanud Raimo Raag. Soome ugri kateeder Uppsala 1979.
- Estnisk fonetik. Finsk-ugriska institutionen, Uppsala 1981.
- Lexical Characteristics in Swedish Estonian. Uppsala 1982.
- Estnisk basordförråd. Basic Estonian Vocabulary 1. Uppsala 1994.
- Från allmogenmål till nationalspråk. Språkvård och språkpolitik i Estland från 1857 till 1999. Uppsala 1999 (Acta Universitatis Upsaliensis. Studia Multiethnica Upsaliensia 12)
- Eestlane väljaspool Eestit. Tartu 1999.
  - Talurahva keelest riigikeeleks. Tartu 2008.
- (gemeinsam mit Pēteris Vanags:) Die christliche Terminologie und die Verbreitung christlicher Personennamen im Estnischen und Lettischen im Zeitalter von Reformation und Konfessionalisierung. In: Die baltischen Lande im Zeitalter der Reformation und Konfessionalisierung. Livland, Estland, Ösel, Ingermanland, Kurland und Lettgallen. Stadt, Land und Konfession 1500-1721. Teil 2. Hrsg.von Matthias Asche et al. Münster 2010, S. 15–40 (Katholisches Leben und Kirchenreform im Zeitalter der Glaubensspaltung. 70).
- Estniska från grunden. Uppsala 2014.

## Sekundärliteratur
- Emakeele Seltsis. Raimo Raag 60, in: Keel ja Kirjandus 12/2013, S. 953–954.
- Keelemees Raimo Raag 60. Eesti Keele Sihtasutus, Tallinn 2013. 179 S.